# Ladies Must Live
Pour plus de détails, voir Fiche technique et Distribution.
Ladies Must Live est un film américain réalisé par George Loane Tucker, sorti en 1921.

## Fiche technique
- Titre : Ladies Must Live
- Réalisation : George Loane Tucker
- Scénario : George Loane Tucker d'après le roman d'Alice Duer Miller
- Photographie : Ernest Palmer et Phil Rosen
- Pays d'origine : États-Unis
- Format : Noir et blanc - 1,33:1 - Film muet
- Genre : drame
- Durée : 80 minutes
- Date de sortie : 1921

## Distribution
- Robert Ellis : Anthony Mulvain
- Mahlon Hamilton : Ralph Lincourt
- Betty Compson : Christine Bleeker
- Leatrice Joy : Barbara
- Hardee Kirkland : William Hollins
- Gibson Gowland : Michael Le Prim
- John Gilbert : le jardinier
- Cleo Madison : Mrs Lincourt
- Snitz Edwards : Edward Barron
- Lucille Hutton (en) : Nell Martin
- Lule Warrenton : Nora Flanagan
- William V. Mong : Max Bleeker
- Jack McDonald : le boucher
- Richard Arlen (non crédité)
- Dorothy Cumming (non créditée)